# Challenger Cup de Voleibol Masculino de 2018
A Challenger Cup de Voleibol Masculino de 2018 foi a primeira edição deste torneio, cuja promoção é da Federação Internacional de Voleibol (FIVB). O país a sediar o evento foi Portugal, cuja cidade de Matosinhos recebeu as partidas no Pavilhão de Desportos e Congressos.
Trata-se de um evento de caráter qualificatório, visando a participação de um dos seus representantes na Liga das Nações de Voleibol Masculino do próximo ano. A seleção da casa derrotou a República Checa na final por 3 sets a 1, garantindo a promoção para a competição principal no lugar da Coreia do Sul.

## Participantes
Este torneio contou com seis equipes participantes, sendo elas:
| Classificação               | Classificados |
| --------------------------- | ------------- |
| País-sede                   | Portugal      |
| Qualificatória da CSV       | Chile         |
| Qualificatória da AVC       | Cazaquistão   |
| Qualificatória da NORCECA   | Cuba          |
| Liga Europeia de 2018 (CEV) | Estônia       |
| Liga Europeia de 2018 (CEV) | Chéquia       |

A FIVB outorgou, para cada confederação continental, livre arbítrio para o processo da escolha de seus representantes. Os mesmos poderiam vir de um torneio qualificatório a ser criado ou utilizando de um campeonato já existente, ofertando assim as vagas para o Challenger Cup.
Originalmente, a África teria uma vaga direta na competição e as confederações da Ásia e da América do Sul deveriam realizar um playoff pela última vaga. Mas de acordo com a Federação de Voleibol do Chile (FEVOCHI), a FIVB multou a Confederação Africana de Voleibol por esta não sediar nenhum tipo de evento classificatório ao Challenger Cup de 2018. Com isto, nenhuma equipe africana participou deste evento, qualificando automaticamente Chile (vencedor do qualificatório sul-americano) e Cazaquistão (campeão do qualificatório asiático) para a competição.

## Regulamento
As seis seleções participantes foram divididas em dois grupos de três integrantes em cada. Os quatro melhores colocados (sendo dois por chave) avançaram para as semifinais, no qual os perdedores disputaram o terceiro lugar, enquanto que os vencedores fizeram a decisão.
A equipe campeã qualifica-se automaticamente para a Liga das Nações de 2019, no lugar do último colocado entre as equipes "desafiantes" da edição atual desta competição.

## Fase preliminar
Com o uso do sistema serpentina, as seleções participantes foram distribuídas de acordo com o último ranking da FIVB antes do início da competição (indicados entre parêntesis).
| Grupo A          | Grupo B      |
| ---------------- | ------------ |
| Portugal (sede)  | Cuba (16)    |
| Estônia (32)     | Chéquia (27) |
| Cazaquistão (35) | Chile (41)   |

|  | Classificados para as semifinais |

Todas as partidas seguem o horário local (UTC+1).

### Grupo A
|     |             |     | Jogos | Jogos | Jogos | Resultados | Resultados | Resultados | Resultados | Resultados | Resultados | Sets | Sets | Sets  | Pontos | Pontos | Pontos |
| Pos | Equipe      | Pts | T     | V     | D     | 3–0        | 3–1        | 3–2        | 2–3        | 1–3        | 0–3        | V    | P    | R     | V      | P      | R      |
| --- | ----------- | --- | ----- | ----- | ----- | ---------- | ---------- | ---------- | ---------- | ---------- | ---------- | ---- | ---- | ----- | ------ | ------ | ------ |
| 1   | Portugal    | 6   | 2     | 2     | 0     | 2          | 0          | 0          | 0          | 0          | 0          | 6    | 0    | MAX   | 150    | 113    | 1.327  |
| 2   | Estônia     | 3   | 2     | 1     | 1     | 0          | 1          | 0          | 0          | 0          | 1          | 3    | 4    | 0.750 | 149    | 161    | 0.925  |
| 3   | Cazaquistão | 0   | 2     | 0     | 2     | 0          | 0          | 0          | 0          | 1          | 1          | 1    | 6    | 0.167 | 144    | 169    | 0.852  |

| Data   | Hora  |             | Placar |             | Set 1 | Set 2 | Set 3 | Set 4 | Set 5 | Total | Relatório |
| ------ | ----- | ----------- | ------ | ----------- | ----- | ----- | ----- | ----- | ----- | ----- | --------- |
| 20 jun | 21:00 | Portugal    | 3–0    | Estônia     | 25–19 | 25–16 | 25–20 |       |       | 75–55 | Relatório |
| 21 jun | 18:00 | Estônia     | 3–1    | Cazaquistão | 25–22 | 19–25 | 25–19 | 25–20 |       | 94–86 | Relatório |
| 22 jun | 21:00 | Cazaquistão | 0–3    | Portugal    | 23–25 | 19–25 | 16–25 |       |       | 58–75 | Relatório |

### Grupo B
|     |         |     | Jogos | Jogos | Jogos | Resultados | Resultados | Resultados | Resultados | Resultados | Resultados | Sets | Sets | Sets  | Pontos | Pontos | Pontos |
| Pos | Equipe  | Pts | T     | V     | D     | 3–0        | 3–1        | 3–2        | 2–3        | 1–3        | 0–3        | V    | P    | R     | V      | P      | R      |
| --- | ------- | --- | ----- | ----- | ----- | ---------- | ---------- | ---------- | ---------- | ---------- | ---------- | ---- | ---- | ----- | ------ | ------ | ------ |
| 1   | Chéquia | 6   | 2     | 2     | 0     | 2          | 0          | 0          | 0          | 0          | 0          | 6    | 0    | MAX   | 150    | 112    | 1.339  |
| 2   | Cuba    | 3   | 2     | 1     | 1     | 0          | 1          | 0          | 0          | 0          | 1          | 3    | 4    | 0.750 | 179    | 183    | 0.978  |
| 3   | Chile   | 0   | 2     | 0     | 2     | 0          | 0          | 0          | 0          | 1          | 1          | 1    | 6    | 0.167 | 158    | 192    | 0.823  |

| Data   | Hora  |         | Placar |         | Set 1 | Set 2 | Set 3 | Set 4 | Set 5 | Total   | Relatório |
| ------ | ----- | ------- | ------ | ------- | ----- | ----- | ----- | ----- | ----- | ------- | --------- |
| 20 jun | 18:00 | Cuba    | 0–3    | Chéquia | 19–25 | 22–25 | 21–25 |       |       | 62–75   | Relatório |
| 21 jun | 21:00 | Chéquia | 3–0    | Chile   | 25–15 | 25–17 | 25–18 |       |       | 75–50   | Relatório |
| 22 jun | 18:00 | Chile   | 1–3    | Cuba    | 36–38 | 22–25 | 31–29 | 19–25 |       | 108–117 | Relatório |

## Fase final
|  | Semifinais  | Semifinais  |   |             | Final          | Final |  |
|  |             |             |   |             |                |       |  |
|  | 23 de junho |             |   |             |                |       |  |
|  | Chéquia     | 3           |   |             |                |       |  |
|  | Estônia     | 1           |   |             |                |       |  |
|  |             |             |   |             |                |       |  |
|  |             |             |   |             | 24 de junho    |       |  |
|  |             |             |   |             | Chéquia        | 1     |  |
|  |             | Portugal    | 3 |             |                |       |  |
|  |             |             |   |             |                |       |  |
|  |             |             |   |             |                |       |  |
|  |             |             |   |             | Terceiro lugar |       |  |
|  | 23 de junho | 23 de junho |   | 24 de junho | 24 de junho    |       |  |
|  | Portugal    | 3           |   | Estônia     | 3              |       |  |
|  | Cuba        | 0           |   |             | Cuba           | 0     |  |

### Semifinais
| Data   | Hora  |          | Placar |         | Set 1 | Set 2 | Set 3 | Set 4 | Set 5 | Total  | Relatório |
| ------ | ----- | -------- | ------ | ------- | ----- | ----- | ----- | ----- | ----- | ------ | --------- |
| 23 jun | 15:00 | Chéquia  | 3–1    | Estônia | 29–31 | 27–25 | 25–18 | 25–21 |       | 106–95 | Relatório |
| 23 jun | 18:00 | Portugal | 3–0    | Cuba    | 25–22 | 25–21 | 26–24 |       |       | 76–67  | Relatório |

### Terceiro lugar
| Data   | Hora  |         | Placar |      | Set 1 | Set 2 | Set 3 | Set 4 | Set 5 | Total | Relatório |
| ------ | ----- | ------- | ------ | ---- | ----- | ----- | ----- | ----- | ----- | ----- | --------- |
| 24 jun | 15:00 | Estônia | 3–0    | Cuba | 30–28 | 25–21 | 25–16 |       |       | 80–65 | Relatório |

### Final
| Data   | Hora  |         | Placar |          | Set 1 | Set 2 | Set 3 | Set 4 | Set 5 | Total | Relatório |
| ------ | ----- | ------- | ------ | -------- | ----- | ----- | ----- | ----- | ----- | ----- | --------- |
| 24 jun | 18:00 | Chéquia | 1–3    | Portugal | 25–18 | 22–25 | 19–25 | 16–25 |       | 82–93 | Relatório |

## Classificação final
| Campeão | Vice-campeão | Terceiro lugar |
| PortugalCaique Silva · José Belo · Filip Cvetcanin · Marco Ferreira · Alexandre Ferreira · Januário Silva · José Pedro Monteiro · João Simões · Phelipe Martins · Lourenço Martins · Valdir Sequeira · Miguel Tavares Rodrigues · João Fidalgo | ChéquiaMilan Monik · Jan Hadrava · Marek Beer · Donovan Džavoronok · Pavel Bartoš · Michal Finger · Petr Michálek · Petr Šulista · Daniel Pfeffer · Adam Bartoš · Vladimír Sobotka · Jakub Janouch · Adam Zajíček · Vojtěch Patočka | EstôniaHenri Treial · Kert Toobal · Renee Teppan · Karli Allik · Robert Täht · Silver Maar · Oliver Venno · Kristo Kollo · Rait Rikberg · Timo Tammemaa · Rauno Tamme · Andri Aganits · Mart Naaber · Markkus Keel |

| 4 | Cuba        |
| 5 | Cazaquistão |
| 5 | Chile       |